# Lissocephala subbicolor
Lissocephala subbicolor är en tvåvingeart som beskrevs av Toyohi Okada 1985. Lissocephala subbicolor ingår i släktet Lissocephala och familjen daggflugor. Inga underarter finns listade i Catalogue of Life.